# Alfonso García Robles
Alfonso García Robles (Zamora de Hidalgo, Michoacán, Mexikó; 1911. március 20. – Mexikóváros, 1991. szeptember 2.) Nobel-békedíjas (1982) mexikói diplomata.

## Munkássága
A Mexikói Nemzeti Autonóm Egyetemen (Universidad Nacional Autónoma de México) hallgatott jogot, majd posztgraduális képzésben vett részt a Párizsi Egyetemen 1936-ban és a hágai Nemzetközi Jogi Akadémián 1938-ban.
A Mexikói Külügyminisztérium (Secretaría de Relaciones Exteriores) Diplomáciai Szolgálatának (Servicio Diplomático) és Politikai Ügyosztályának (Asuntos Políticos) főigaztója volt, valamint a Külügyminisztérium Európai, Ázsiai és Afrikai Osztályának vezetője. Szintén volt Brazília nagykövete, majd 1946 és 1967 között államtitkár. Munkássága a Tlatelolcói Szerződés aláírásával kulminálódott, amely a nukleáris fegyverek korlátozására vonatkozott.

## Publikációi
Számos cikk és könyv szerzője, köztük a legjelentősebbek:
- Le Panaméricanisme et la Politique de Bon Voisinage („A pánamerikanizmus és a jószomszédság politikája”) (Párizs, 1938)
- Premier Congres d’Études Internationales („Nemzetközi Tanulmányok Első Kongresszusa”) (1938)
- La Question du Pétrole au Mexique et le Droit International („A mexikói kőolajkérdés és a nemzetközi jog”) (1939)
- La cláusula Calvo ante el derecho internacional („A Calvo-záradék a nemzetközi jog tekintetében”) (1939)
- El mundo de la posguerra („A háborús időszak utáni világ”) (2 kötet, 1946)
- La conferencia de San Francisco y su obra („A San Franciscó-i konferencia és műve”) (1946)
- Política Internacional de México („Mexikó nemzetközi politikája”) (1946)
- La desnuclearización de América Latina („A nukleáris fegyverkivonás Latin-Amerikában”) (1965)
- La anchura del mar territorial („Az állami tengerrészek szélessége”) (1966)
- El Tratado de Tlatelolco. Génesis, alcance y propósito de la proscripción de armas nucleares en América Latina („A Tlatelolcói Szerződés. A latin-amerikai nukleáris fegyverek kivonásának előzményei, hatálya és célja”) (1967)
- Tratado para la prohibición de Armas Nucleares en América Latina („Szerződés Latin-Amerika Nukleáris Fegyvereinek Tilalmára”)